# Bath Estate Football Club
Maillots
Le Bath Estate Football Club est un club dominiquais de football basé à Roseau, la capitale de l'île. Il dispute ses rencontres à domicile au Windsor Park Stadium.

## Histoire
Fondé en 1982 sous le nom de Centre Bath Estate SC, le club remporte son premier titre national en 2008. Il va dominer le championnat durant cinq saisons, puisqu'il est sacré à quatre reprises entre 2008 et 2013.
Grâce à ses titres de champion, le club se qualifie plusieurs fois pour la compétition inter-clubs des Caraïbes, la CFU Club Championship. En 2009, il se fait sèchement éliminer par la formation trinidadéenne de W Connection FC (17-1 sur l'ensemble des deux matchs), avant de déclarer forfait lors des éditions 2010 et 2011. 
Le meilleur buteur de l'histoire de la sélection dominiquaise, Kurlson Benjamin porte les couleurs du club depuis 2007.

## Palmarès
- Championnat de Dominique (4)
  - Vainqueur : 2008, 2009, 2010 et 2013[4]
  - Vice-champion : 2016